# Francesc Escribano i Royo
Francesc Escribano i Royo, també conegut com a Paco Escribano, (Vilanova i la Geltrú, el Garraf, el 9 d'abril de 1958) és un periodista i professor universitari català. Va néixer el 1958 a Vilanova i la Geltrú, població situada a la comarca del Garraf. Interessat en la docència, ha estat professor associat de Comunicació Audiovisual a la Universitat Autònoma de Barcelona.
Va iniciar la seva carrera professional a Televisió Espanyola, incorporant-se l'any 1984 a Televisió de Catalunya com a membre de l'equip inicial del programa de reportatges 30 minuts, en el qual va restar fins al 1992. A partir d'aquell moment, juntament amb Joan Úbeda, s'encarregaren de crear nous programes de televisió per al departament de Nous Formats de Televisió de Catalunya, col·laboració de la qual nasqueren: Ciutadans, El cangur, Les coses com són, Vides privades i Bellvitge Hospital. Posteriorment va dirigir aquest departament etapa en la qual van produint sèries documentals com Veterinaris i Jutjats. L'any 2000 fou nomenat director de Programes, i de 2004 a 2008 va ser director de Televisió de Catalunya. També va formar part de l'equip del programa radiofònic Minoria absoluta i dirigeix la productora que duu el mateix nom.
En la seva tasca de periodista ha estat guardonat amb el Premi Ondas en la categoria «Internacionals de televisió» per Ciutadans (1994) i Les coses com són (1996). L'any 2000 fou guardonat, juntament amb Joan Úbeda, amb el Premi Nacional de Periodisme atorgat per la Generalitat de Catalunya.

## Obra escrita
És autor de:
- 1999: Descalç sobre la terra vermella. Vida del bisbe Pere Casaldàliga
- 2001: Compte enrere. La història de Salvador Puig Antich
- 2013: Desenterrant el silenci. Antoni Benaiges. el mestre que va prometre el mar.

El seu llibre sobre Pere Casaldàliga fou guardonat amb el Premi Gaziel i va donar peu a la minisèrie homònima estrenada el 2013. El seu llibre sobre Salvador Puig Antich va servir de base per a la realització de la pel·lícula de Manuel Huerga Salvador (Puig Antich).